# چکاوک استارک
چکاوک استارک (نام علمی: Eremalauda starki) نام یک گونه از تیره چکاوک است.